# Steven Bullock (cầu thủ bóng đá)
Steven Bullock là một cầu thủ bóng đá thi đấu ở vị trí hậu vệ ở Football League cho Oldham Athletic, Tranmere Rovers và Stockport County.